# Угловой удар (футбол)
Правило 17 Правил игры в футбол — регламентирует процедуру выполнения углового удара.

## Определение
Угловой удар является способом возобновления игры. Угловой удар назначается, когда мяч, последний раз коснувшись игрока обороняющейся команды, полностью пересёк линию ворот по земле или по воздуху, и при этом в соответствии с Правилом 10 не был забит гол.
Гол, забитый команде соперника непосредственно с углового удара, засчитывается. Гол, забитый в свои ворота непосредственно с углового удара, не засчитывается.

## Процедура
Мяч устанавливается внутри углового сектора, ближайшего к месту, где мяч пересёк линию ворот, у неподвижного флагштока. Соперники находятся на расстоянии не менее, чем 9,15 м (10 ярдов) от углового сектора до тех пор, пока мяч не войдёт в игру. Мяч считается в игре, когда по нему нанесён удар и он находится в движении. Выполнивший удар игрок не может касаться мяча до тех пор, пока он (мяч) не коснётся какого-либо другого игрока или не покинет игру.

## Нарушения и наказания
Если игрок, выполнивший угловой удар, повторно коснётся мяча (не руками) прежде, чем мяч коснётся какого-либо другого игрока, то противоположная команда получает право на выполнение свободного удара с места, где произошло касание.
Если игрок повторно касается мяча руками:
- Если это вратарь в пределах своей штрафной площади, то противоположная команда получает право на выполнение свободного удара с места, где произошло касание;
- Если это полевой игрок, либо вратарь за пределами своей штрафной площади, то в зависимости от места нарушения, противоположная команда получает право на выполнение штрафного или 11-метрового удара.

В случае иных нарушений угловой удар повторяется.